# لويز فليتشر
لويز فليتشر (بالإنجليزية: Louise Fletcher)‏ مواليد 22 يوليو 1934 في برمنغهام، ألاباما، الولايات المتحدة، هي ممثلة أمريكية بدأت مسيرتها الفنية عام 1958. كما أنها من الفائزات بجوائز الأوسكار وجائزة غولدن غلوب.

## الأعمال

### أفلام
- أحدهم طار فوق عش الوقواق (فيلم)

## الوفاة
توفيت لويز فليتشر في 23 سبتمبر 2022 عن عمر ناهز الثمانية والثمانين.

## روابط خارجية
- لويز فليتشر على موقع IMDb (الإنجليزية)
- لويز فليتشر على موقع الموسوعة البريطانية (الإنجليزية)
- لويز فليتشر على موقع روتن توميتوز (الإنجليزية)
- لويز فليتشر على موقع ألو سيني (الفرنسية)
- لويز فليتشر على موقع تيرنر كلاسيك موفيز (الإنجليزية)
- لويز فليتشر على موقع أول موفي (الإنجليزية)
- لويز فليتشر على موقع قاعدة بيانات الأفلام السويدية (السويدية)
- لويز فليتشر على موقع إن إن دي بي (الإنجليزية)
- لويز فليتشر على موقع قاعدة بيانات الفيلم (الإنجليزية)
- لويز فليتشر على موقع كينوبويسك (الروسية)